# Selección femenina de waterpolo de Argentina
La Selección femenina de waterpolo de Argentina es el equipo formado por jugadores de nacionalidad argentina, que representa a Argentina a través de la Confederación Argentina de Deportes Acuáticos (CADDA) que la dirige, en las competiciones internacionales de waterpolo organizadas por la Federación Internacional de Natación (FINA) la Confederación Sudamericana de Natación (COSANAT) o el Comité Olímpico Internacional (COI).

## Palmarés

### Selección mayor
- Juegos Panamericanos:
- Guadalajara 2011 (7.º lugar)
- Toronto 2015 (8.º lugar)
- Santiago 2023 (4.° lugar)

- Copa Intercontinental:
- Lima 2022 (5.º lugar)

- Campeonato Mundial de Waterpolo
- Budapest 2022 (12º. lugar)
- Fukuoka 2023 (16º. lugar)